# Tomahawk (videogioco)
Tomahawk è un videogioco del 1985 sviluppato da Digital Integration per diversi home computer.

## Modalità di gioco
In Tomahawk si controlla l'elicottero AH-64 Apache.